# Clathrina spongiosa
Clathrina spongiosa är en svampdjursart som först beskrevs av Rudolf Albert von Kölliker 1864.  Clathrina spongiosa ingår i släktet Clathrina och familjen Clathrinidae. Inga underarter finns listade i Catalogue of Life.